# Kelly Sheridan
Kelly Sheridan (19 de março de 1977) é uma atriz e dubladora canadense. Seus principais trabalhos incluem principalmente as franquias de filmes Barbie, personagem criada pela Mattel  e também  Hero: 108.